# La regina dei Caraibi (film)
La regina dei Caraibi è un film del 1921, diretto dal regista Vitale Di Stefano che faceva parte di un ciclo di 5 pellicole tratte dalla serie I corsari delle Antille scritta da Emilio Salgari.

## Trama
Il Corsaro Nero, dopo aver abbandonato Honorata, figlia dell'odiato Van Gould, insiste nella vendetta per l'uccisione dei suoi fratelli. Accompagnato dai suoi fidi e dalla principessa Yara scopre che si nasconde a Veracruz e assale la città alleandosi con i pirati della Tortue. La città viene conquistata, ma di nuovo Val Gould riesce a fuggire. Scoperto, fa esplodere la sua nave sperando di uccidere anche chi lo insegue. Il Corsaro nero, però, riesce a salvarsi ed approda su un'isola dove ritrova Honorata, che ne era diventata regina. Nulla si oppone più alla loro felicità ed essi ritornano in Italia.

## Produzione
La regina dei Caraibi, tratto dall'omonimo romanzo salgariano, fu il secondo film di una serie prodotta dalla "Rosa Film", a sua volta basata sul ciclo avventuroso I corsari delle Antille composto da 5 romanzi. La pellicola era divisa in due episodi, senza titolo autonomo, lunghi 1.276 e 767 metri. L'intero ciclo rappresenta la prima trasposizione cinematografica mai realizzata da opere dello scrittore veronese, che da allora conobbe una grande fortuna sugli schermi. 

Una scena de La regina dei Caraibi. Nel parco Gorla di Milano, al tempo sede dell'azienda produttrice, fu allestito il villaggio di palafitte in cui furono ambientate alcune scene del film

Fotogramma di una scena de La regina dei Caraibi girata nel parco Gorla

In questa occasione la direzione del ciclo venne affidata a Vitale De Stefano, che aveva esordito con compagnie teatrali dialettali piemontesi, per poi passare nel fiorente ambiente della cinematografia torinese negli anni precedenti la guerra. Dopo aver lavorato con la "Itala Film", la "Savoia Film" e la "Ambrosio", era arrivato alla notorietà con l'interpretazione di Massinissa nel Cabiria del 1914. Anche in questa occasione fu interprete, oltreché regista.
La "Rosa Film" era un'azienda di produzione cinematografica fondata a Milano nel 1916 da Alfredo de Rosa, nata proprio, con gli auspici dei figli di Salgari, per portare sugli schermi i racconti avventurosi ideati dalla fantasia dello scrittore. Tuttavia, solo nel 1920 gli ambiziosi progetti iniziali dell'azienda si tradussero nell'acquisizione del Parco Gorla, dove vennero costruiti alcuni "set", tra cui un villaggio di palafitte e fu solo in quell'anno che si dette il via alla lavorazione del primo film del ciclo, cioè Il Corsaro nero.
Nell'aprile 1921 una promozione della "Rosa Film" dava come ultimato l'intero ciclo basato sui 5 romanzi. Nello stesso periodo, però, si aggravava per la cinematografia italiana la crisi che per tutti gli anni 20 ne avrebbe compromesso l'esistenza, rendendo vani gli appelli alla «necessità di riconquista nei mercati stranieri, essendo passato il tempo in cui il solo fatto di essere italiana era sufficiente a valorizzare la merce». Neppure la costituzione, avvenuta nel gennaio 1919, dell'U.C.I., poté arrestarne la decadenza ed, anzi, forse l'aggravò.
Le riprese delle 5 pellicole che costituirono la serie salgariana della "Rosa Film" (oltre a Regina dei Caraibi, Il Corsaro nero, Jolanda, la figlia del Corsaro Nero, Il figlio del Corsaro rosso, ed infine Gli ultimi filibustieri) furono effettuate per lunghi periodi in Sicilia ed in Spagna, con un considerevole impegno finanziario. La serie di film venne presentata tutta insieme nel settembre - ottobre 1921 al visto della censura, ma la crisi incombente fece sì che esse fossero le ultime pellicole prodotte dall'impresa milanese che in seguito, come tante altre aziende italiane del settore, cessò l'attività, nonostante che, ancora nella prima metà del 1921, si parlasse di una sua collaborazione con la "Éclair" e dell'apertura di una filiale a Parigi.

## Accoglienza
Non sono molte le notizie sulla diffusione di questo secondo film del ciclo salgariano, la cui distribuzione era stata affidata alla milanese "Felix Film" e che, in generale, riscosse pochi apprezzamenti, anche per la scarsa cura dell'allestimento. «Ci spiace di non poter dir bene di questo film, tanto che è italiano, ma necessariamente siamo tratti a farlo data la poca serietà con cui si è compiuta un'opera che poteva riuscire un capolavoro del genere. Figuratevi che, per citarvi un solo particolare, i pellerossa di questo film sono talmente delicati che non riescono a camminare a piedi nudi su un prato! E la foresta impenetrabile .... di alberelli da campagna romana? Cose pietose, di cui è meglio tacere ...»
Nessuna delle 5 pellicole del ciclo salgariano della  "Rosa Film" risulta oggi reperibile: La regina dei Caraibi, è quindi considerato un film perduto.